# Họ Kơ nia
Họ Kơ nia (danh pháp khoa học: Irvingiaceae) là một họ trong thực vật có hoa, bao gồm khoảng 10-20 loài (tùy quan điểm phân loại) trong 3 chi. Họ này chứa các loài cây gỗ, phân bố trong khu vực nhiệt đới châu Phi và Đông Nam Á.

## Phát sinh loài
Họ Irvingiaceae có thể đã rẽ ra trong giai đoạn thuộc tầng Alba của kỷ Phấn Trắng, vào khoảng 111-100 triệu năm trước (Davis và ctv. 2005).
Irvingiaceae đã từng được đặt trong họ Thanh thất (Simaroubaceae) của bộ Rutales (Takhtadjan, 1997). Chi Irvingia có quan hệ chị em với chi Erythroxylum trong cây phát sinh loài do Fernando và ctv. (1995) đưa ra; các lá kèm của họ Irvingiaceae và Erthroxylaceae (cũng như các họ Linaceae-Ixonanthaceae) là tương tự (Weberling và ctv. 1980), nhưng chúng chỉ có mối liên hệ yếu với họ Putranjivaceae (Chase và ctv. 2002) cũng như với họ Linaceae (Davis và ctv. 2005).
Keller (1996) thông báo rằng các lá cuốn trong chồi.

## Đặc điểm
Các lá đơn, mọc so le. Mép lá nhẵn. Phiến lá hình mũi mác hay hình trứng hoặc thuôn dài. Gân lá hình lông chim. Các lá có lá kèm. Các lá kèm to hoặc dài, ôm lấy các chồi lá đầu cành.
Các hoa kết hợp với nhau thành dạng chùy. Các hoa kèm các lá bắc nhỏ. Bao hoa với đài và tràng hoa phân biệt. Đài hoa 5, một vòng, mảnh khảnh tồn tại lâu trên quả, nhiều lá đài xếp lợp lên nhau. Tràng hoa 5, một vòng, nhiều cánh hoa xếp lợp lên nhau. 
Bộ nhị (9–)10. Các bộ phận của bộ nhị tự do với nhau và bao hoa; 1 vòng (hoặc 2?). Nhị hoa (9–)10; thông thường là đẳng số với bao hoa; chỉ nhị đính lưng hoặc (cận) đính gốc; nứt ra theo khe hở dọc.
Bộ nhụy (4–)5 lá noãn (hoặc 2). Các lá noãn là đẳng số với bao hoa. Nhụy hoa (4–)5 khoang (hoặc 2). Bộ nhụy dạng quả tụ. Bầu nhụy thượng không cuống. Vòi nhụy 1. Núm nhụy 1.
Quả là dạng quả hạch không nứt.